# 尼什拉河

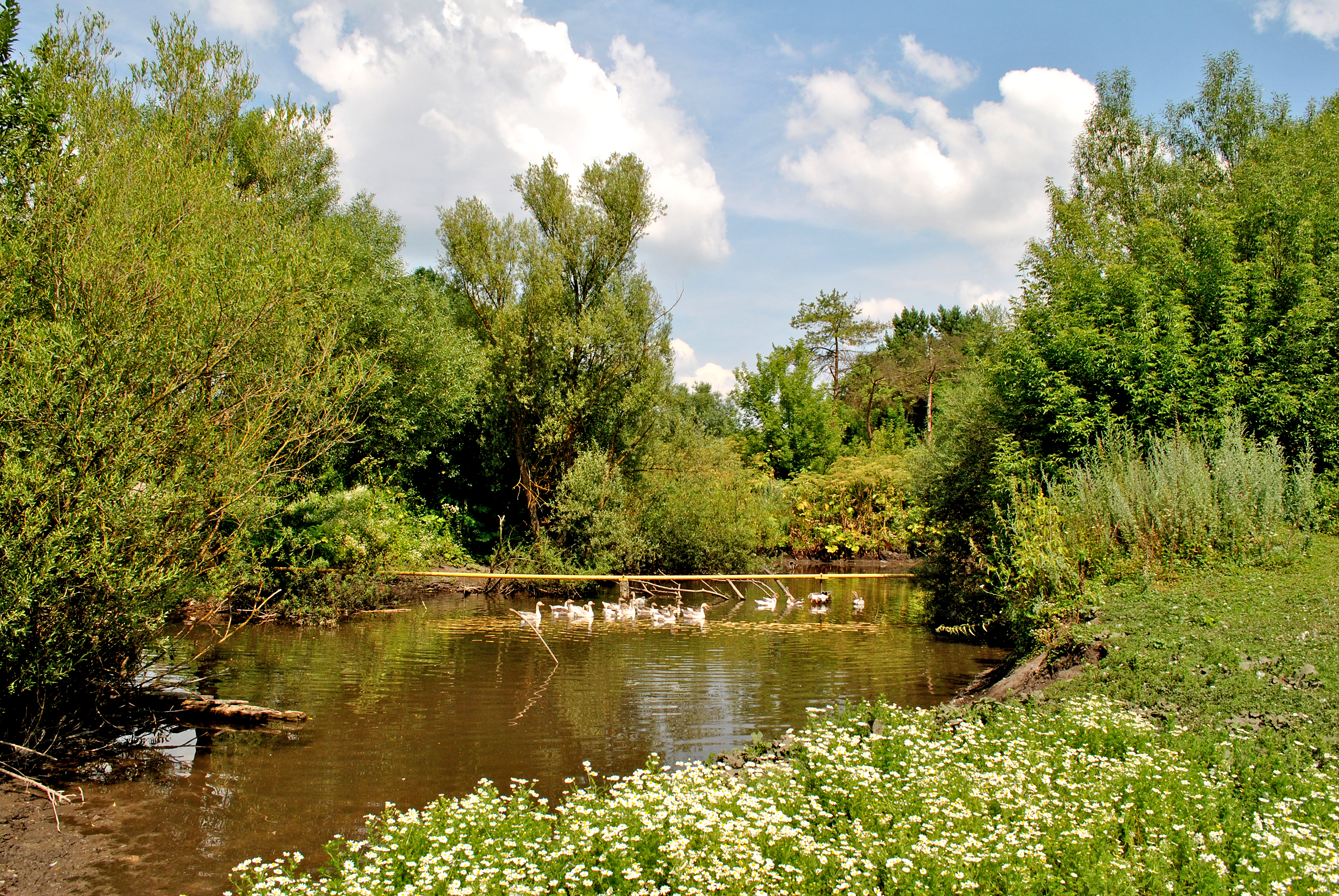

尼什拉河（烏克蘭語：Нішла），是烏克蘭的河流，位於該國西部，流經捷爾諾波爾州，屬於塞雷特河的右支流，發源自馬里亞尼夫卡西北面，河道全長20公里。